# آدریان (تگزاس)
آدریان  (به انگلیسی: Adrian) شهری در شهرستان اولدهام ایالت تگزاس از ایالات جنوبی ایالات متحده آمریکا است. در سرشماری سال ۲۰۰۰، جمعیت این شهر ۱۵۹ نفر اعلام شد که در سال ۲۰۱۰، به ۱۶۶ نفر افزایش یافت.